# 金鐘清場行動
金鐘清場行動在2014年12月11日開始，該行動旨在執行禁制令，以清除金鐘佔領區內的障礙物為目標，該行動在同一日完成。清場行動中一共拘捕249名示威者，而全部被捕人士均在12月12日獲釋。

## 背景

### 4名佔領運動核心成員被捕
警方及執達主任清場前，9日晚上至昨日陸續在多區上門拘捕4名佔領運動期間「行動派」組織的核心成員，包括社民連副主席黃浩銘、人民力量執委蘇浩、學生前線成員鄭錦滿及熱血公民創辦人黃洋達，眾人涉嫌干犯多宗參與未經批准集結罪，其中黃浩銘及鄭錦滿於11日晚上獲准保釋。

### 冠忠申請禁制令
11月，冠忠巴士集團旗下跨境全日通有限公司向高等法院入稟申請臨時禁制令，要求開通金鐘多條主要道路，該申請在11月11日在高等法院首次審理。申請在12月1日被接納；取得法庭蓋章，冠忠巴士集團隨後在12月9日在中英文各一份報章上刊登禁制令。禁制令指出，不得在有關路段搭建帳篷、路障或其他障礙物，又授權執達主任有需要時，可尋求警方協助。該公司同一日商討執行細節。
在審理期間，有「長洲覆核王」之稱的社運家郭卓堅和社民連副主席黃浩銘作為答辯人，提出對禁制令的反對意見。

## 清場行動

### 預告
12月8日，香港政府預料在週三或者週四進行清場行動。時任行政長官梁振英重申佔領行動是非法，認為對市民造成極大不便，同時表示會在適當時間公佈行動日期，公開呼籲仍在佔領區的青年人及學生應盡快撤退。黃之鋒呼籲警方一旦清場，長者及中學生應首先離開，香港專上學生聯會會留後協助傷者離開現場，強調現階段暫時並無計劃升級行動。岑敖暉表示經過與佔領者商討，暫時無意撤離，但詳細應對警方清場時的部署會於日內公佈，期望大眾把焦點，集中於要求港府對話。
在清場前的一日（12月10日），有許多市民到金鐘佔領區拍照留念，有不少家長帶同子女到場參觀。同日晚上學聯及學民思潮4名代表在金鐘佔領區召開記者會，表示明天早上會在禁制令範圍外最前線留守，呼籲佔領者不要向警察投擲物品或主動衝擊，恪守非暴力原則。

### 清場

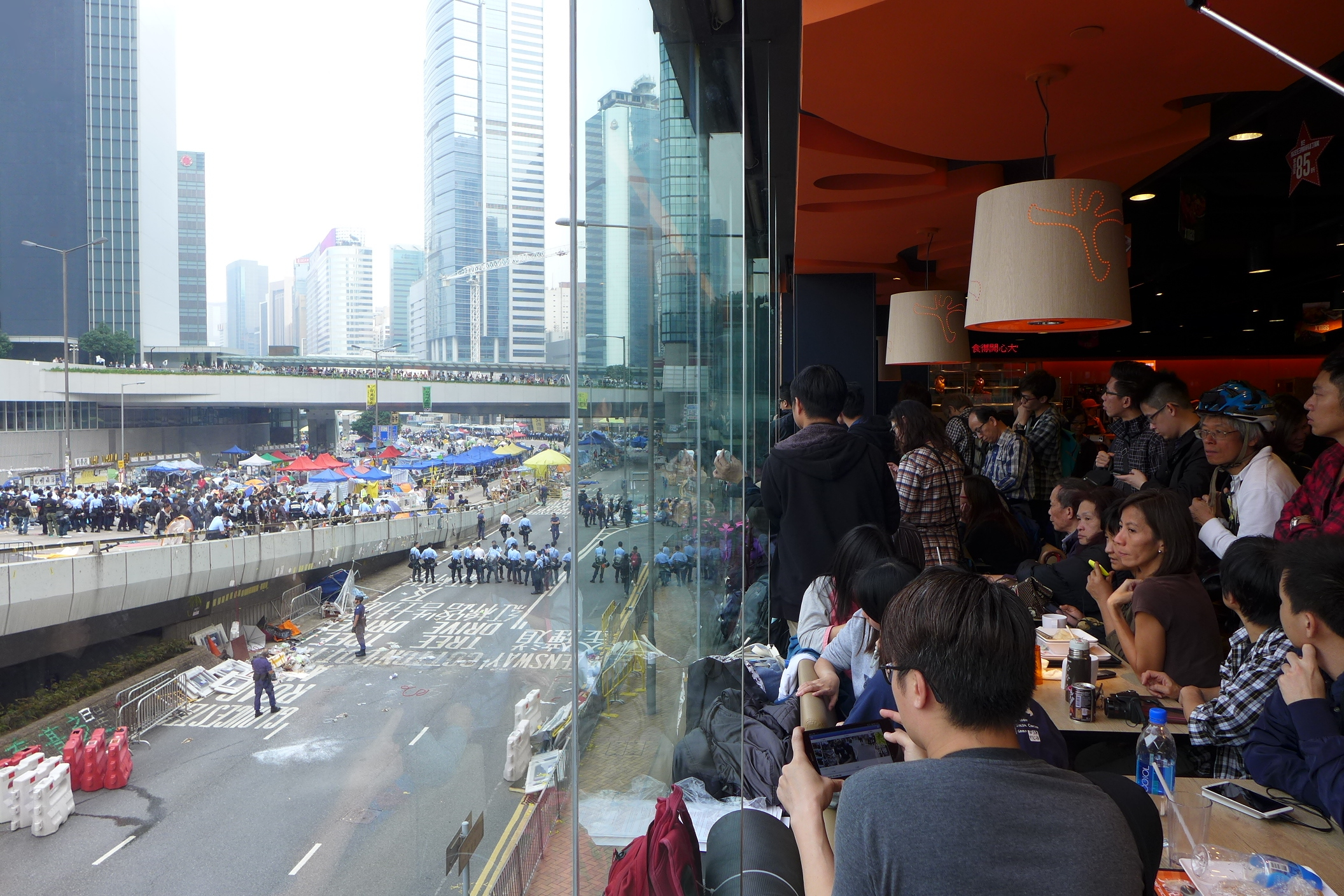
市民在一間餐廳觀看窗外清場的場景

早上10時46分，執達主任及冠忠巴士公司的代表律師謝偉俊再次宣讀禁制令後，先由冠忠旗下跨境全日通的代理人及執達主任執行禁制令範圍內的清場工作，包括干諾道中東行、夏愨道東行至紅棉道的一段及紅棉道南行的4個路障，所需時間雖然比預期遲兩個半小時，延至下午1時前完成，但過程十分順利，一直在場戒備的警方並未有介入。而10時許，約200名示威者在清場期間留守解放軍軍營外的夏愨道，以手蹺手形式靜坐，等待被捕，當時仍然有許多立法會議員與其他組織的人員留守，等待被捕。
12月11日下午1時30分，警方於海富天橋以揚聲器向示威者發出最後通牒，給予30分鐘最後機會，讓佔領區內的人士離開，惟仍有近千人毋懼被捕風險，未有理會警告憤然向橋上高呼「警察可恥」。警方在下午1時完成清除干諾道中及紅棉路的路障。警方於下午2時設置封鎖區後，市民不容許進入範圍，示威者只可從龍匯道離開，任何人士離開需經警方登記市民身分證，不排除作日後追究之用，部分無意被捕者趕忙離開。
到下午2時30分，清場行動正式開始，大批警員在各路口組成人鏈封鎖佔區，然後兵分三路，由東、西、北同時向佔區推進。而佔領區大部分範圍已「人去營空」，警方沒遇阻撓。與此同時，警方將海富天橋及中信天橋列為行動區，只限傳媒方可逗留，其他在天橋觀察警方清場的市民亦被驅散離開。有市民對警方的行動感到不滿，結果警方一度舉起黃旗，最終市民只能在遠東金融中心的大快活快餐店以近距離目擊清場進度。
行人天橋一帶列為行動區後，警方隨即全面進行金鐘佔領區清場行動，警員及特別戰術小隊逐一將物資站、自修室、象徵佔領運動的巨型黃傘，以及市民留言「連儂牆」等拆下及鋸走。路政署出動十多架大型車輛，包括九架夾斗車，清走警員拆毀的雜物，其後派食環署職員清掃街頭。清場行動展開12個小時後，夏慤道西行線晚上9時許通車，約晚上10時45分干諾道中東西行全線通行，但部份塗在路上的標語未及清理，整個清場行動歷時13小時。
正當大批警員在金鐘夏愨道進行清場期間，有逾百名集會人士，在海富中心對開的德立街及添馬街大叫「開路、開路」，警員築起人鏈阻擋，並呼籲他們盡快離開，否則驅散。
在下午4時半，警方開始處理由早上一直靜坐在解放軍軍營附近添華道的示威者。他們坐在地上組成人鏈，高呼「我要真普選」、「無畏無懼」等口號互相打氣。警員採取拘捕行動時，先上前向示威者講解原因及要求示威者合作站起，在兩名警員陪同下離開；若不合作，則由4名警員抬走，登上旅遊巴送往各區警署。
警務處助理處長張德強晚上宣佈，共有909名市民在封鎖佔領區時登記身份證後獲准離開，稍後或被追究刑責；249人行動中被捕，包括學聯秘書長周永康及15名泛民立法會議員，他們被控非法集會、阻差辦公等。在葵涌警署的50多人，清晨4時後全部離開警署，當中至少有20人自簽擔保離開，包括8名學聯成員，包括常委羅冠聰和常務秘書鍾耀華，及學民思潮成員吳文謙等4人。被送到屯門警署有30多人，經通宵扣查後於早上8時左右，全部離開警署。
而晚上7時許，一名本身有不適仍堅持上班參與清場行動的49歲警署警長暈倒送往律敦治醫院，於深切治療部急救，情況危殆，保安局長黎棟國、副局長李家超及公務員事務局局長鄧國威曾到醫院探望。

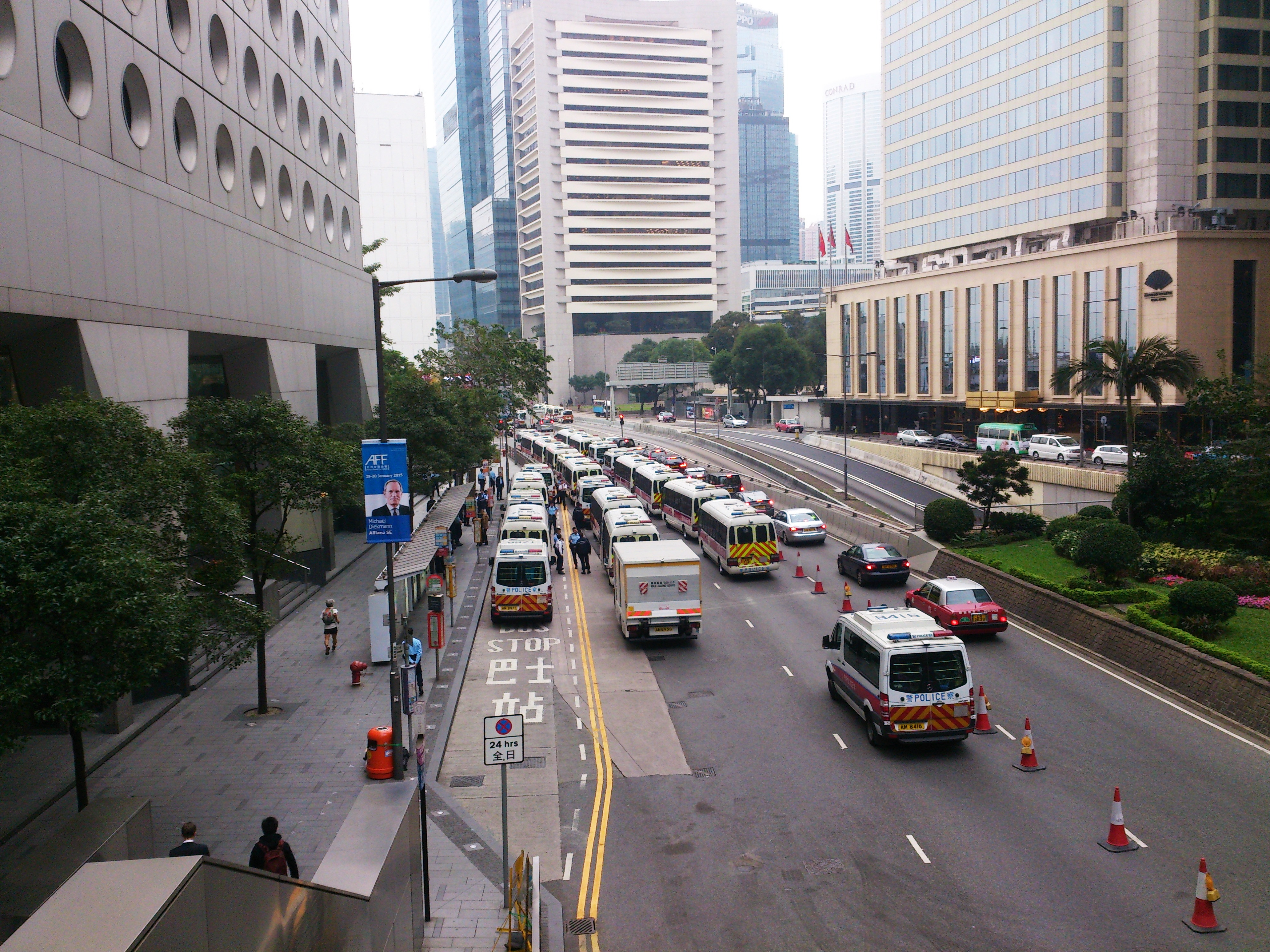
大量警車在中環一帶候命
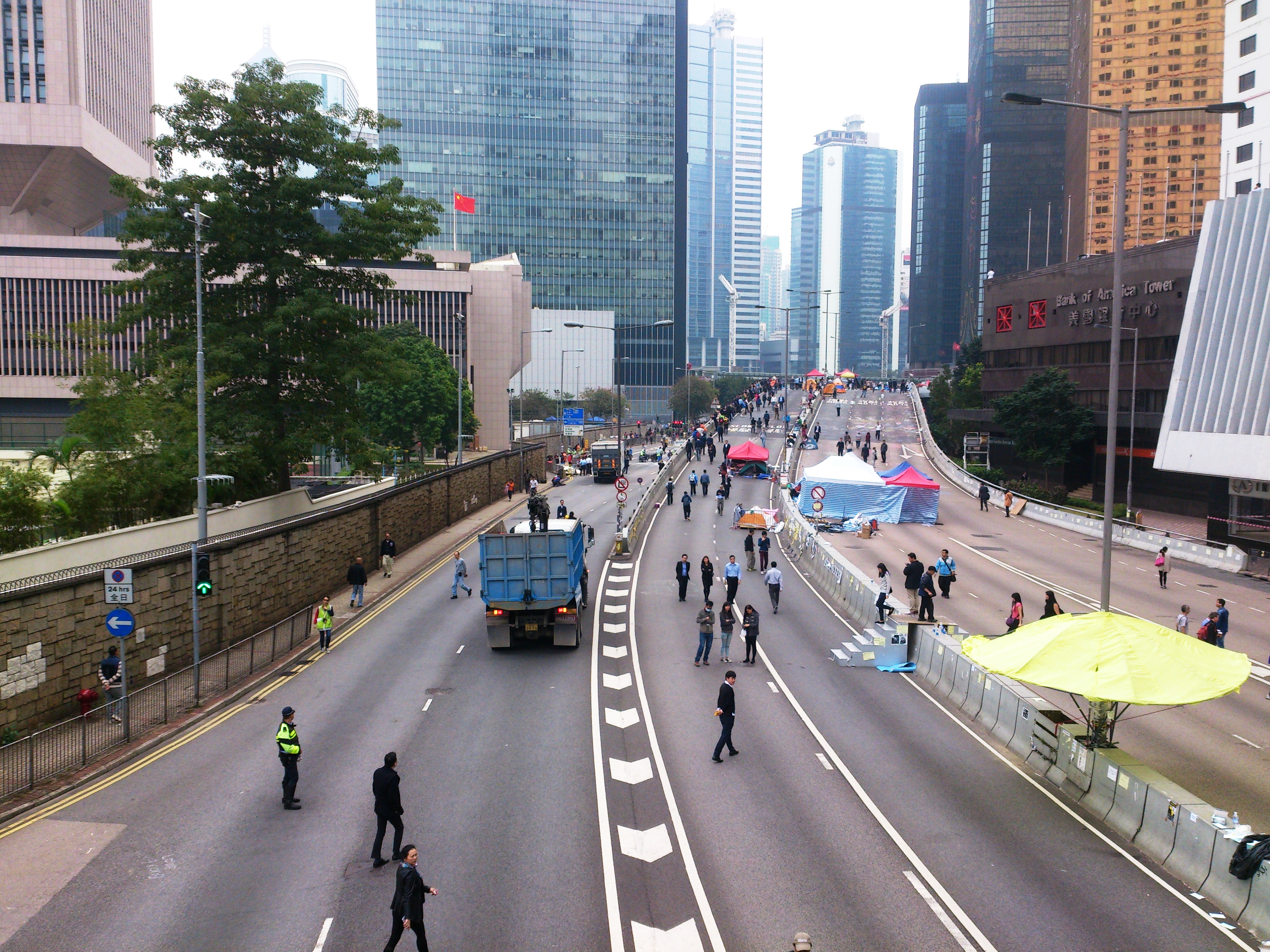
剛完成禁制令範圍清場的干諾道中近和記大廈
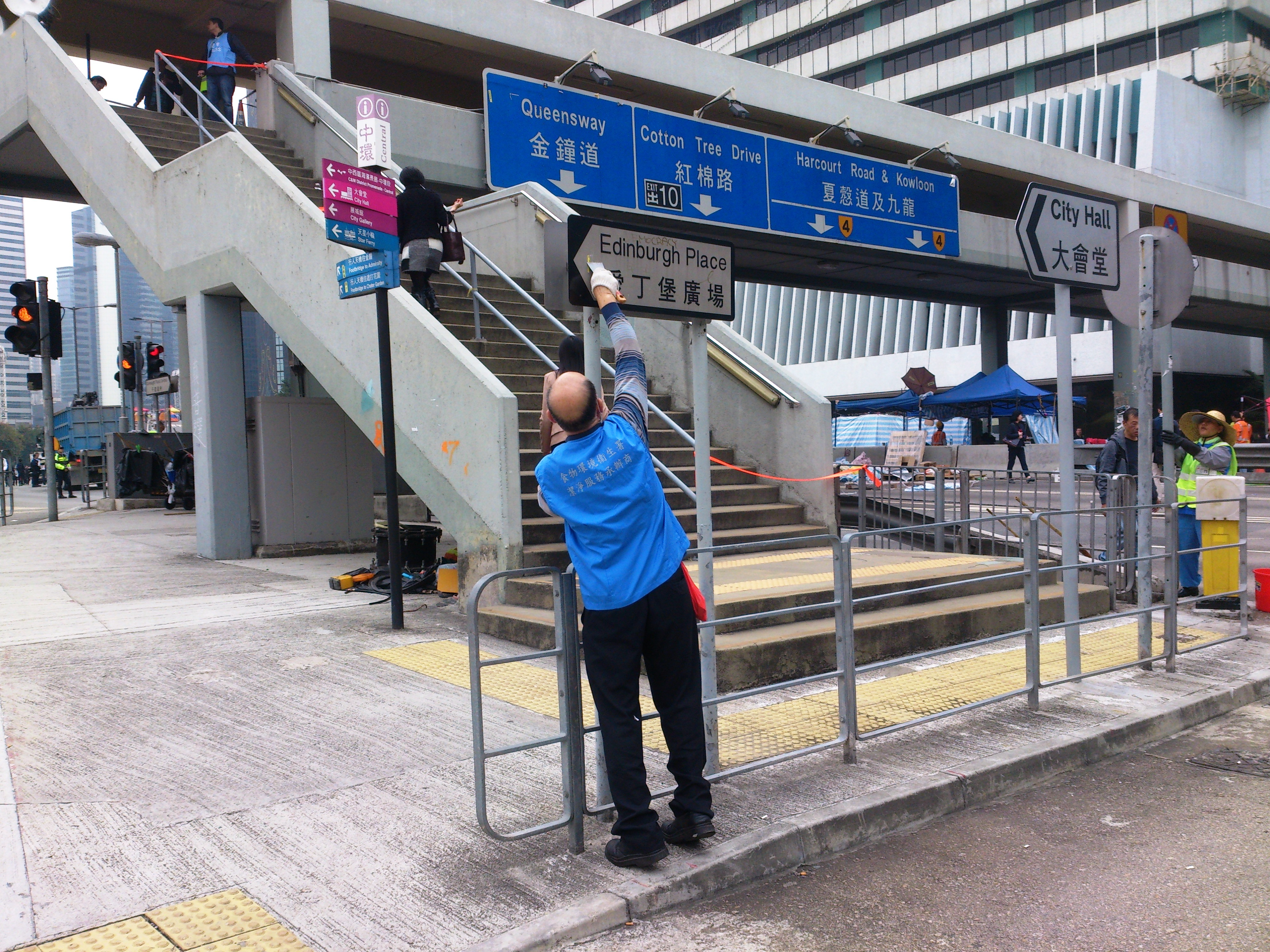
食環署清潔工人清理路牌上的標語貼紙
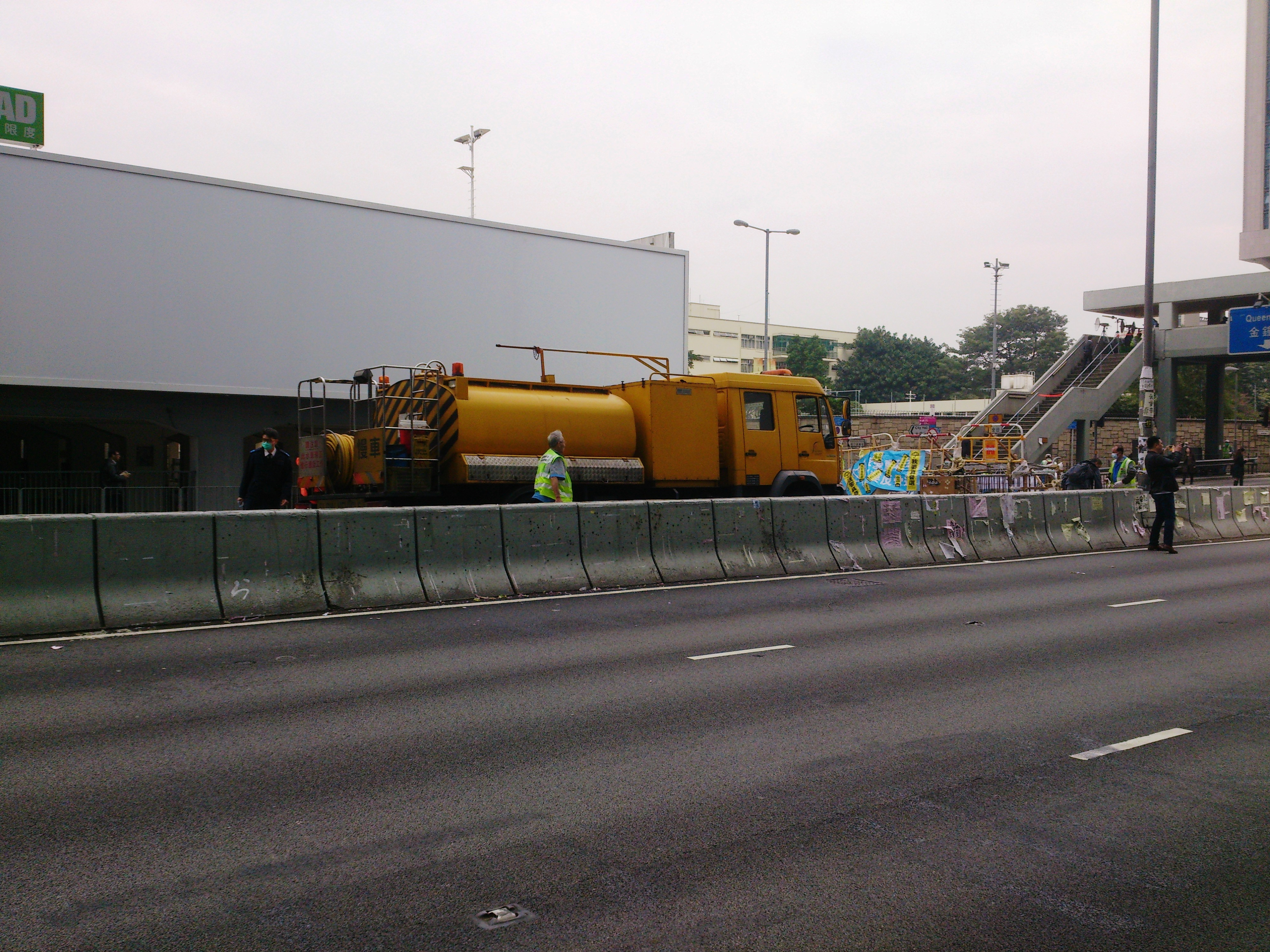
食環署洗街車負責沖洗路面

## 清場後的物件處置
逾千警力花7小時清場後，路政署出動多架大型車輛，包括9架夾斗車，將有關拆毀的帳篷、黃色巨傘及欄杆等物件，運往中環填海區地盤內，雜物堆得如一個個小山丘，面積大如一個七人足球場。位置毗鄰香港摩天輪及快將開幕的AIA中環歐陸嘉年華，喧鬧的場景與現場的一片孤寂，形成強烈的對比。